# Dolly Haas
Dolly Haas, nata Dorothy Clara Louise Haas (Amburgo, 29 aprile 1910 – New York, 16 settembre 1994), è stata un'attrice tedesca naturalizzata statunitense.
Lavorò sia per il teatro che per il cinema e la televisione.

## Biografia
I genitori di Dolly Haas erano la viennese Margarete Hansen e il britannico Charles Oswald Haas. Da bambina, Dolly cominciò a prendere lezioni di ballo a sei anni e già quando ne aveva solo dieci curava le coreografie delle sue danze. Dopo essersi laureata, si mise a recitare. Brava ballerina, cantante e attrice, il suo talento non passò inosservato. Trasferitasi a Berlino, fu presa in compagnia da Erik Charell che le diede un importante ruolo di supporto nella messa in scena de Il Mikado. In seguito, lavorò nei cabaret berlinesi. Nel 1930, prese parte a Wie werde ich reich und glücklich, una produzione teatrale di Max Reinhardt e fece il suo esordio anche nel cinema. 
Prima del 1936, apparve in numerose riviste e in diversi film, spesso in ruoli dove si presentava in abiti maschili come ne I cadetti di Vienna, dove - così travestita - prendeva il posto del fratello nell'esercito. Dopo l'avvento dei nazisti, nel 1936 decise di lasciare la Germania. Visse per qualche tempo nel Regno Unito, prima di trasferirsi negli Stati Uniti dove, nel 1940, prese la cittadinanza. Nel 1953 fu diretta da Alfred Hitchcock in Io confesso, film in cui interpretava il ruolo della moglie dell'assassino.

## Vita privata
Fu sposata dal 1936 al 1941 con il regista John Brahm. Dal 1943 fino alla sua morte, visse con il secondo marito, il caricaturista Al Hirschfeld (1903-2003), dal quale, nel 1945, ebbe una figlia, Nina.

## Filmografia

### Cinema
- Dolly macht Karriere, regia di Anatole Litvak (1930)
- Eine Stunde Glück, regia di William Dieterle (1931)
- Der Ball, regia di Wilhelm Thiele (1931)
- L'avventura del cassiere (Der brave Sünder), regia di Fritz Kortner (1931)
- I cadetti di Vienna (Liebeskommando), regia di Géza von Bolváry (1931)
- So ein Mädel vergißt man nicht, regia di Fritz Kortner (1932)
- Es wird schon wieder besser, regia di Kurt Gerron (1932)
- Ein steinreicher Mann, regia di Steve Sekely (1932)
- Scampolo (Scampolo, ein Kind der Straße), regia di Hans Steinhoff (1932)
- Großstadtnacht, regia di Fyodor Otsep (1932)
- Das häßliche Mädchen, regia di Henry Koster (1933)
- Die kleine Schwindlerin, regia di Johannes Meyer (1933)
- Kleines Mädel - großes Glück, regia di E. W. Emo (1933)
- Der Page vom Dalmasse-Hotel, regia di Victor Janson (1933)
- Es tut sich was um Mitternacht, regia di Robert Adolf Stemmle (1934)
- Girls Will Be Boys, regia di Marcel Varnel (1934)
- Warum lügt Fräulein Käthe?, regia di Georg Jacoby (1935)
- Giglio infranto (Broken Blossoms), regia di Hans Brahm (1936)
- Star for a Night, regia di Lewis Seiler (1936) - non accreditata
- Spy of Napoleon, regia di Maurice Elvey (1936)
- Amore in otto lezioni (Gold Diggers of 1937), regia di Lloyd Bacon (1936) - non accreditata
- Girandola (Carefree), regia di Mark Sandrich (1938) - non accreditata
- Un comodo posto in banca (The Bank Dick), regia di Edward Cline (1940) - non accreditata
- Quella notte con te (Unfinished Business), regia di Gregory La Cava (1941) - non accreditata
- Musica sulle nuvole (I Married an Angel), regia di W. S. Van Dyke (1942) - non accreditata
- Mademoiselle du Barry (DuBarry Was a Lady), regia di Roy Del Ruth (1943) - non accreditata
- La vedova allegra (The Merry Widow), regia di Curtis Bernhardt (1952) - non accreditata
- Io confesso (I Confess), regia di Alfred Hitchcock (1953)
- Main Street to Broadway, regia di Tay Garnett (1953) - non accreditata

### Televisione
- The Billy Rose Show – serie TV, episodio 1x14 (1951)
- Armstrong Circle Theatre – serie TV, episodio 4x28 (1954)
- Studio One – serie TV, episodi 2x17-8x31 (1950–1956)